# Maidan (película de 2014)
Maidán (título original en ucraniano: Майдан) es una película documental de 2014, dirigida por Serguéi Loznitsa. Se centra en el movimiento Euromaidán de 2013 y 2014 en Maidán Nezalézhnosti (Plaza de la Independencia) en la capital de Ucrania, Kiev. Fue filmado durante las protestas y muestra diferentes aspectos de la revolución, desde las manifestaciones pacíficas hasta los enfrentamientos sangrientos entre policías y civiles.
La película se estrenó el 21 de mayo de 2014 en el Festival de Cine de Cannes de 2014.

## Sinopsis
La película explora y sigue las protestas y la violencia en Maidán Nezalézhnosti (Plaza de la Independencia) de Kiev que llevaron al derrocamiento del presidente Víktor Yanukóvych.

## Recepción
La película ha recibido una acogida positiva por parte de la crítica. El agregador de reseñas Rotten Tomatoes informa que el 100% de los 24 críticos de cine le dieron a la película una reseña positiva, con una calificación promedio de 7.91 sobre 10. En Metacritic, que asigna una calificación media ponderada de 100 reseñas de críticos de cine, la película tiene una puntuación promedio de 86, basada en 9 reseñas, lo que indica una respuesta de "aclamación universal".